# All That Matters (chanson de Justin Bieber)
Pour les articles homonymes, voir All That Matters.
Singles de Justin Bieber
Heartbreaker
(2013) Hold Tight
(2013)
All That Matters est une chanson enregistrée par le chanteur canadien Justin Bieber. Ce titre est le deuxième single de son deuxième album de compilation Journals, paru en 2013. Sortie le 14 octobre 2013, cette chanson est le deuxième single de la série Music Mondays, le premier étant Heartbreaker, sorti le 7 octobre 2013. Du 7 octobre 2013 au 9 décembre 2013, Bieber publie un single chaque lundi dans le cadre de son projet Music Mondays.

## Clip vidéo
Le clip vidéo d'All That Matters, réalisé par Colin Tilley (en), est sorti le 2 décembre 2013. Dans une interview réalisée en décembre 2013, Bieber confirme avoir écrit cette chanson lorsqu'il était dans un « lieu heureux » durant sa relation avec Selena Gomez, jusqu'à leur séparation au début de l'année 2013.

## Classements
| Classements (2013–2014)                 | Meilleure position |
| --------------------------------------- | ------------------ |
| Allemagne (Media Control AG)            | 46                 |
| Australie (ARIA)                        | 41                 |
| Autriche (Ö3 Austria Top 40)            | 34                 |
| Belgique (Flandre Ultratop 50 Singles)  | 19                 |
| Belgique (Wallonie Ultratop 50 Singles) | 28                 |
| Danemark (Tracklisten)                  | 1                  |
| Espagne (PROMUSICAE)                    | 16                 |
| France (SNEP)                           | 40                 |
| Italie (FIMI)                           | 19                 |
| Pays-Bas (Nederlandse Top 40)           | 11                 |
| Nouvelle-Zélande (RMNZ)                 | 37                 |
| Norvège (VG-lista)                      | 14                 |
| Suisse (Schweizer Hitparade)            | 17                 |
| Royaume-Uni (UK Singles Chart)          | 20                 |
| États-Unis (Billboard Hot 100)          | 24                 |